# Повалення монголо-татарського ярма
Дана стаття розглядає ліквідацію ординського ярма тільки на територіях Московії кінця XV століття. Про припинення ярма в українських землях в XIV столітті див. Велике князівство Литовське.
Повалення монголо-татарського ярма - процес подолання на чолі з великим князівством Московським політичної і податкової залежності земель великого князівства Володимирського (в тому числі Великого Новгорода ) від Золотої Орди в XIV - XV століттях, що проходив в умовах розпаду Золотої Орди  на кілька ханств ( Велика Орда, Кримське, Казанське, Астраханське і Сибірське ханства, Ногайська Орда ).

## Історія
Значна частина території руських князівств, що потрапили в залежність від Монгольської імперії і Золотої Орди в середині XIII століття, була приєднана Великим князівством Литовським і Польщею в 1320 - 1404 роках, тим самим припинилася політична залежність цих земель від Золотої Орди, проте відомо про тимчасове відновлення податкової залежності від Орди південноруських земель в складі Литви у 2-й половині XIV століття .
Московські князі починаючи з 1327 року майже безперервно володіли ярликом на велике князювання володимирське, а з 1383 року - і самим великим князівством, і визнавали верховенство ханів Золотої Орди, за винятком ставлеників беклярбека Мамая і темника Едигея.
Дмитро Іванович московський в 1374 році припинив виплату данини і зміг нанести кілька поразок ( Битва на Воже, Куликовська битва ) правителю Орди Мамаю. Незважаючи на те, що навала Тохтамиша (1382) змусила Дмитра продовжити виплату данини, характер ярма згодом зазнав істотних змін в бік більшої самостійності великих князів московських. Спадкування великокнязівського престолу більш не затверджувалося по ханському ярлику, московські князі стали проводити більш незалежну зовнішню політику по відношенню до своїх сусідів, виплати данини ординським ханам стали нерегулярними. З 1395 року виплата данини припинилася. Незважаючи на руйнування центральних областей великого князювання під час навали Едигея (1408), йому довелося задовольнятися откупом в розмірі 3 тис. Руб. замість боргу по данини в розмірі 91 тис. руб. Син Дмитра Донського Василь Дмитрович пішов на відновлення виплати данини тільки після повернення на ординський престол «законного» хана Джелал ад-Діна (сина Тохтамиша, 1412).
Закріплення великого князювання за московськими князями сприяло процесу відновлення єдності Русі, що було основою подальших кроків з подолання золотоординського ярма.
Зіткнення у 1450-ті роки
Наприкінці 1440-х років хан Великої Орди Сеїд-Ахмед починає військові дії проти Великого князівства Московського . У 1449 році «скорые татарове Седядахматовы» напали на південні московські землі, але на річці Пахре були розбиті служивими татарами під командуванням царевича Касіма, який вийшов з Звенигорода. У 1450 році татарські загони під проводом Малимбердея спробували напасти на південноруські землі, але були зустрінуті і розбиті російськими полками в бою на річці Битюг . У червні 1451 року син Сеїд-Ахмеда Мазовша з кіннотою зміг переправитися через р. Оку і прорвався до Москви. Великий князь московський Василь II Васильович Темний з родиною втік зі столиці за Волгу. Ординці підпалили посади, але були відбиті від Кремля і вночі відступили. У 1455 році Сеідахметові татари переправилися через Оку нижче Коломни, але були розбиті. У 1459 році татари Орди Сеїд-Ахмета (сам їх лідер в цей час знаходився в Литві в почесному полоні) здійснили останній набіг на московські володіння. Ординці підійшли до р. Оці, але російська рать під проводом великого князя Івана, старшого сина і співправителя Василя Темного, не дозволила їм переправитися.
До влади в Орді в 1468 році прийшов хан Ахмат, і в тому ж році ординці зробили набіг на Рязанське князівство і Галич-Мерск. У 1471 році новгородські ушкуйники здійснили зухвалу рейд вниз по Волзі і розграбували Сарай.
Битва під Алексіном
У 1471 році Ахмат уклав союз з Казиміром IV проти Москви, надіславши посольство до Кракова, з, імовірно, ярликом на Великий Новгород, але майже одночасно з цим новгородці були розбиті московським військом на Шелоні (після запиту нового архієпископа від київського митрополита, який відійшов від унії з католицькою церквою і повернувся в підпорядкування вселенського патріарха Константинополя).
Ахмат основними силами рушив на Москву. Іван III відправив проти нього коломенцев з воєводою Федором Кривим. Потім до цього загону приєдналися загони Данила Холмського і псковського намісника Івана Васильовича Стрига Оболенського. У липні 1472 року брати Івана Великого розташували загін на березі Оки. 29 липня загін Ахмата атакував слабкозахищеній місто Олексин, а через короткий час спалив його. Загін Івана III почав рух на Коломну, а його син Іван Молодий рушив із загонами в Ростов. Тим часом Ахмат спробував форсувати Оку. Йому чинили опір нечисленні загони Петра Челядніна і Семена Беклемишева. Здавалося, бій буде програно, але підоспілі загони Василя Михайловича Білозерського і Юрія Дмитровського допомогли утримати позиції на Оці. Князь Іван III із загоном перебував під Ростиславль, Даніяр, касімовский царевич - в Коломиї, а князь Андрій Великий - в Серпухові. Одночасно Ахмату прийшла звістка про напад на його власний юрт Мухаммеда Шейбані. Хан Ахмат поспішно відступив.
Починаючи з перемоги під Алексином, Москва припиняє виплати данини в Орду, зав'язує самостійні дипломатичні контакти з Кримом і припиняє виконання ритуалу зустрічі ординських послів в Москві. За словами історика Антона Горського, «несправедливий», в очах москвичів, похід Ахмата наклався на підспудно діяла ідею переходу до московського великого князя з полеглої Візантійської імперії царської гідності, несумісного з визнанням влади ординського царя .

### Стояння на Угрі

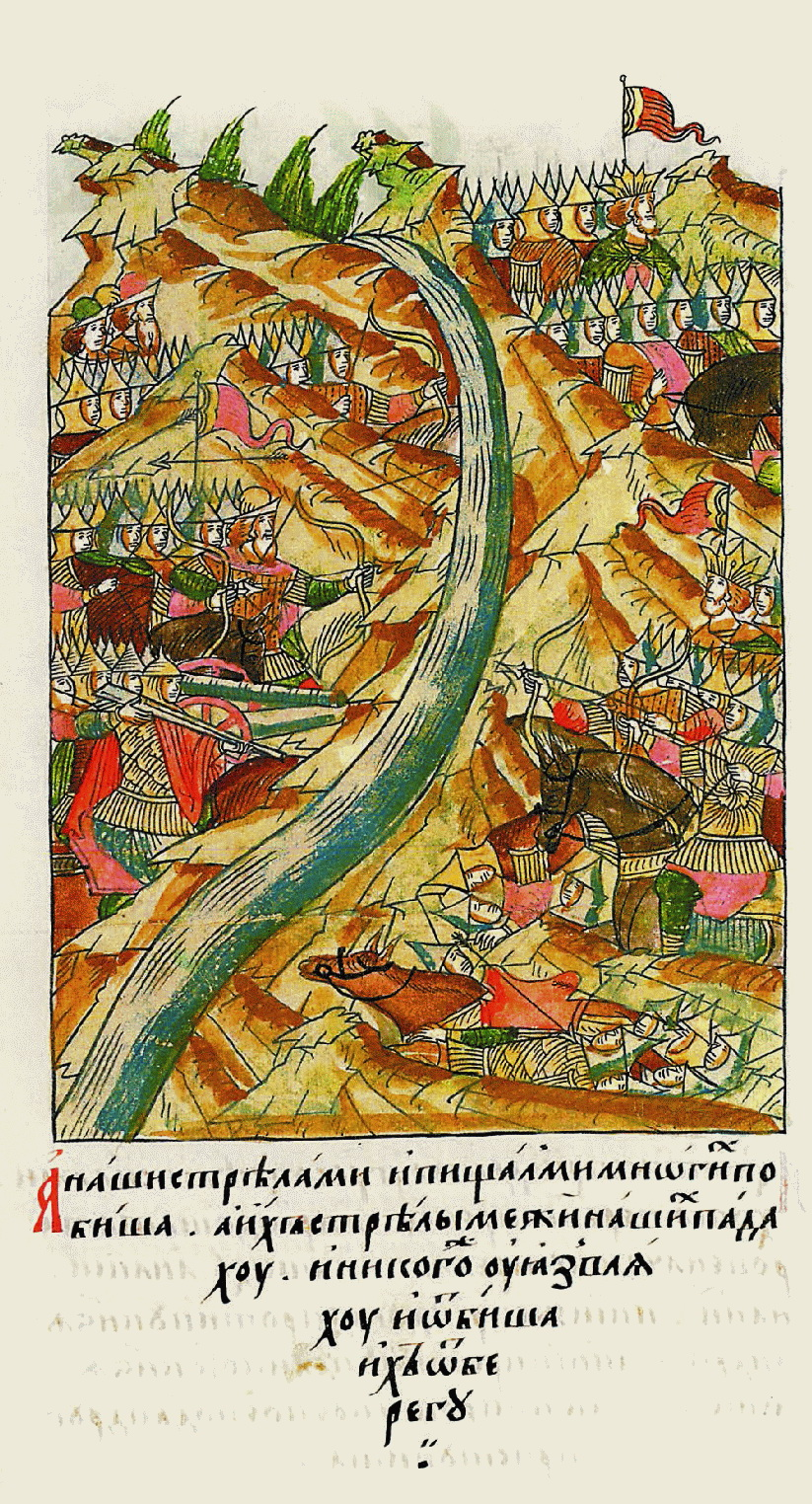
Стояння на Угрі. Мініатюра літописного зводу. XVI століття

У 1476 році Іван III відмовився приїхати в Орду. У 1476 році Ахмату вдалося захопити Крим, проте вже в 1478 році кримський хан Менглі-Гірей зміг повернутися до Криму.
Розбіжності з братами Борисом та Андрієм Великим виникли у Івана III ще з приводу розділу володінь померлого Юрія Васильовича. У 1479 році мало не виник відкритий конфлікт, коли слуги Івана III захопили від'їхав з московської служби боярина прямо у дворі Бориса. Борис і Андрій з військами відійшли до західного кордону і спробували встановити контакти з Новгородом і Литвою.
Іван III повторно уклав союз з ворогом Великої Орди кримським ханом Менглі-Гіреєм, який обіцяв завдати удару по Литві, якщо Москва підніметься проти Ахмата.
У травні 1480 року розпочався похід Ахмата. Російські війська почали займати позиції на Оці. У червні ординці захопили землі між Калугою і Серпухова. Назустріч ординцям висунувся Іван Молодий. Головні сили Орди піднімалися вгору по Дону. На Оці проходили невеликі сутички сторожових загонів. Іван Великий виступив з Москви, повівши великий загін до Коломиї. Тим часом Псков облягали німецькі лицарі. Лівонський хроніст повідомляв, що магістр Бернхард фон дер Борха
| Ліві лапки | собрал такую силу народа против русского, какой никогда не собирал ни один магистр ни до него, ни после… Этот магистр был вовлечён в войну с русскими, ополчился против них и собрал 100 тысяч человек войска из заграничных и туземных воинов и крестьян; с этим народом он напал на Россию и выжег предместья Пскова, ничего более не сделав | Праві лапки |

В очікуванні війська Казиміра Ахмат вирушив через Мценськ і Одоев до гирла річки Угри і розташувався на її правом, південному березі, тобто на литовській території. На протилежний берег Угри незабаром підійшли загони Івана Івановича та Андрія Меншого. Незабаром до Угрі одночасно підійшли головні сили Івана III і Ахмата.
Обидві сторони намагалися кілька разів форсувати річку. Одна з них була зроблена ординцями в Опакові, в 60 кілометрах вище гирла Угри. Незабаром в Кременець, місце знаходження табору Івана III, все-таки прибули загони князів Андрія і Бориса, на поступки яким в даній ситуації Іван III вважав за краще піти. Литовці не змогли прибути на допомогу Ахмату через напад кримського хана на Поділлі  [неавторитетне джерело]  Незабаром ординці почали відчувати брак продовольства. До хана Ахмата дійшли відомості про заколот у Великій Орді і про просування іншого російського війська вниз по Волзі в напрямку Сарая. Незабаром Іван відвів війська до Боровску, як би запрошуючи Ахмата перейти вже замерзлу Угру для рішучої битви, а й разом з тим щоб виключити можливість стихійного початку битви. Ахмат 11 листопада ухвалив рішення про відступ.
Відступаючи, Ахмат розграбував дванадцять волостей по правому березі верхньої Оки, включаючи Козельськ  володіння Казимира IV. Дізнавшись про переслідування його загонами братів Івана III, повернувся в степу. Незабаром, 6 січня 1481 року, хан Ахмат був убитий тюменським ханом Ібаком.

## Наступні події
У 1480-1481 роках Казиміру вдалося придушити заколот своїх родичів і тим самим зруйнувати план Івана III з розповсюдження впливу Московського князівства на київські землі. Однак, майже відразу після цього в 1482 році Менглі-Гірей розорив Київ і в знак загальної перемоги відіслав Івану III потир і дискос з Софійського собору . З 1492 року Менглі-Гірей приступив до щорічних походів на залежні від Литві і Польщі землі .

У 1491 році у великий князь наказав братам послати своїх воєвод на допомогу Менглі-Гірея, Андрій Великий послухався наказу, був схоплений і посаджений у в'язницю (19 вересня 1492 року), де і помер в 1493 рік у. Коли митрополит печалився за Андрія, то великий князь так відповідав:
|  | Жаль мне очень брата; но освободить его я не могу, потому что не раз замышлял он на меня зло; потом каялся, а теперь опять начал зло замышлять и людей моих к себе притягивать. Да это бы ещё ничего; но когда я умру, то он будет искать великого княжения подо внуком моим, и если сам не добудет, то смутит детей моих, и станут они воевать друг с другом, а татары будут Русскую землю губить, жечь и пленять, и дань опять наложат, и кровь христианская опять будет литься, как прежде, и все мои труды останутся напрасны, и вы будете рабами татар |

У 1501 - 1502 роках Іван III, зайнятий війною з Литвою, виявив готовність визнати свою «холопство» і відновив виплату податку синові Ахмата Шейх-Ахмеду - останньому хану Великої Орди перед самою її ліквідацією. Ліквідація Великої Орди ( 1502 ) створила спільні кордони Російської держави з Кримським ханством, і в тому ж році у Івана III і Менглі-Гірея виникли розбіжності: кримський хан не схвалив посилання захопленого росіянами казанського хана Абдул-Латіфа . Після смерті Івана III ( 1505 ) почалися постійні набіги кримчаків на землі, що належали Російській державі.

## В історіографії
Історик А. А. Горський зазначає, що аж до другої половини XVI століття в джерелах не знаходиться трактувань подій 1470-х років, включаючи Стояння на Угрі, як звільнення від багатовікової залежності . Він пов'язує це не з нерозумінням сучасників того, що даний факт мав місце, а з небажанням правлячих кіл згадувати про васальних відносинах великого князя до хана в умовах, коли Російська держава прагнула зайняти гідне місце на міжнародній арені. Вперше як про звільнення про ці події розповідають джерела епохи Івана Грозного - Послання Сильвестра і « Казанська історія ». Однак і вони розглядають всю сукупність подій від сходження Ахмата на престол до його загибелі. Уявлення, що повалення монголо-татарського ярма пов'язано саме зі стоянням на Угрі належить науці Нового часу, першим це сформулював Микола Карамзін.